# پاسو فوندو
پاسو فوندو (انگلیسی: Passo Fundo) یک منطقه شهری در ایالت ریو گرانده جنوبی، برزیل است که  ۲۰۴٬۷۲۲ نفر جمعیت دارد.